# Castlewarren
Castlewarren est un village en Irlande, situé dans le comté de Kilkenny et la province du Leinster.